# AerCap
AerCap là công ty cho thuê máy bay độc lập lớn nhất thế giới sau khi mua lại International Hire Finance Corp vào năm 2014. đến tháng 12 năm 2016, AerCap đã có 1.566 máy bay được sở hữu, quản lý hoặc đặt hàng trong danh mục đầu tư của mình. AerCap phục vụ hơn 200 khách hàng tại khoảng 80 quốc gia với các giải pháp đội tàu toàn diện. [Buzzword] AerCap được niêm yết trên Sở giao dịch chứng khoán New York (AER) và có trụ sở tại Dublin với các văn phòng tại Amsterdam, Los Angeles, Shannon, Fort Lauderdale, Miami, Singapore, Thượng Hải, Abu Dhabi, Valletta, Seattle và Toulouse.
Vào ngày 16 tháng 12 năm 2013, AerCap đã mua Tập đoàn Tài chính Cho thuê Quốc tế (ILFC) với giá khoảng 5,4 tỷ đô la Mỹ, 3 tỷ đô la được trả bằng tiền mặt và phần còn lại bằng cổ phiếu phổ thông mới phát hành của AerCap. Thỏa thuận này đã mang lại cho AerCap 43 tỷ đô la tổng tài sản và một đội bay gồm hơn 1.300 máy bay, so với Dịch vụ hàng không GE Capital với đội bay hơn 1.800 máy bay.